# Poecilopsis oberthuri
Poecilopsis oberthuri är en fjärilsart som beskrevs av Harrison. Poecilopsis oberthuri ingår i släktet Poecilopsis och familjen mätare. Inga underarter finns listade i Catalogue of Life.